# Robert Guérard
Robert Guérard (1641 – 2 de janeiro de 1715) foi um erudito beneditino francês da Congregação de São Mauro.

## Vida
Guérard nasceu em Rouen. Por algum tempo colaborou em Saint-Denys na edição maurista das obras de Agostinho de Hipona. Em 1675, no entanto, ele teve que deixar Saint-Denys por ordem de Luís XIV, que erroneamente suspeitou dele ter participado da publicação de L'Abbé commendataire, uma obra que criticava severamente a prática de possuir e conceder abadias, etc., in commendam.
Seu superior o enviou ao mosteiro de Notre Dame em Ambronay, na Diocese de Belley. Enquanto no exílio, ele descobriu no mosteiro cartuxo de Portes um manuscrito do Opus imperfectum de Agostinho contra Juliano de Eclanum, que foi posteriormente usado na edição maurista das obras de Agostinho.
Após um ano de exílio foi chamado de volta, passando o resto da vida sucessivamente na Abadia de Fécamp e no mosteiro de Saint-Ouen, onde faleceu.

## Trabalho
Ele é o autor de uma obra bíblica intitulada "L'Abrégé de la sainte Bible en forme de questions et de réponses familières", que publicou em Rouen em 1707 (edição posterior, Paris, 1745).
Fontes
- Este artigo incorpora texto da  Catholic Encyclopedia, publicação de 1913 em domínio público.